# Zunfthaus zur Zimmerleuten

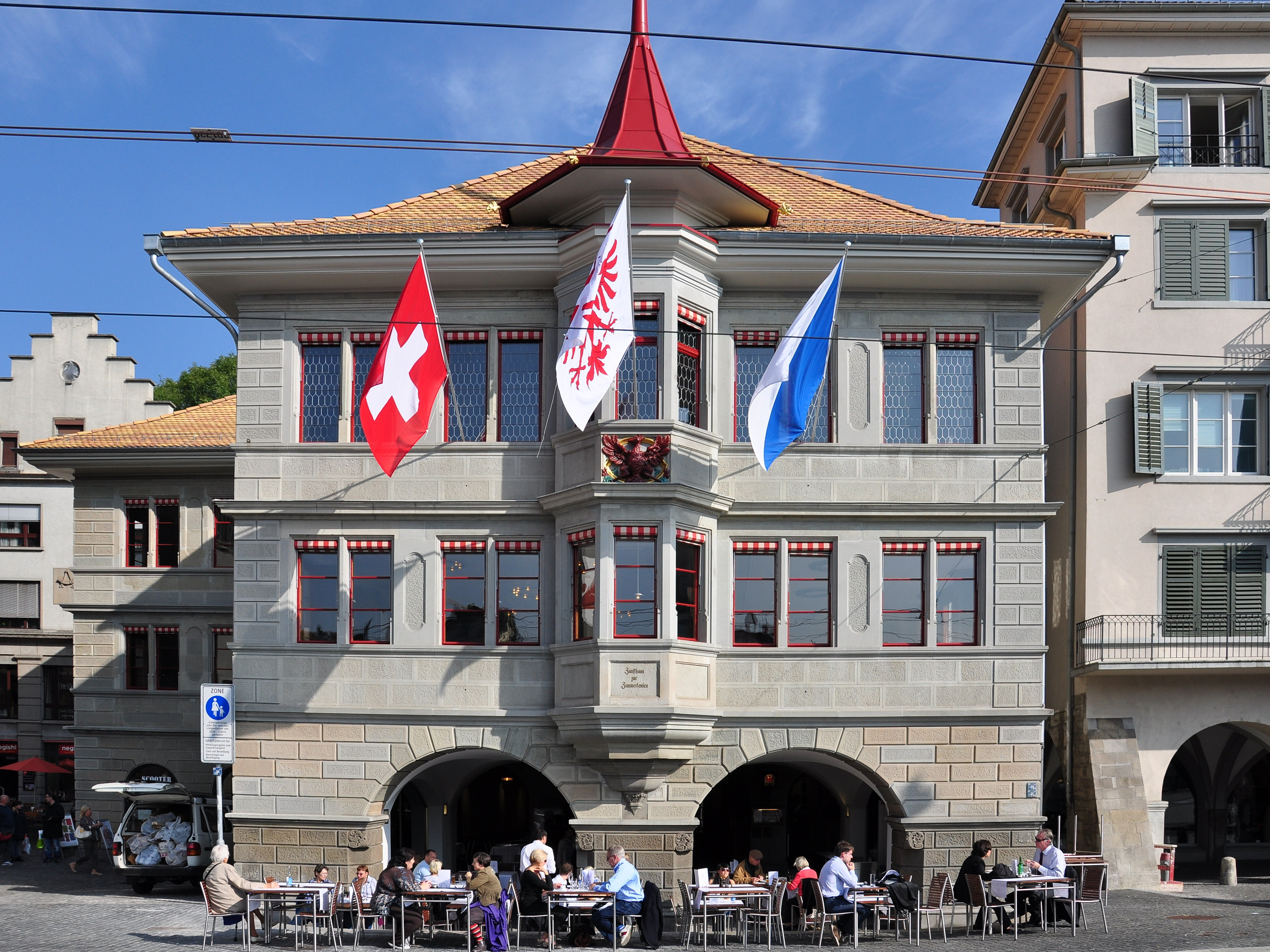
Zunfthaus zur Zimmerleuten im Oktober 2010 nach Abschluss der Erneuerungsarbeiten

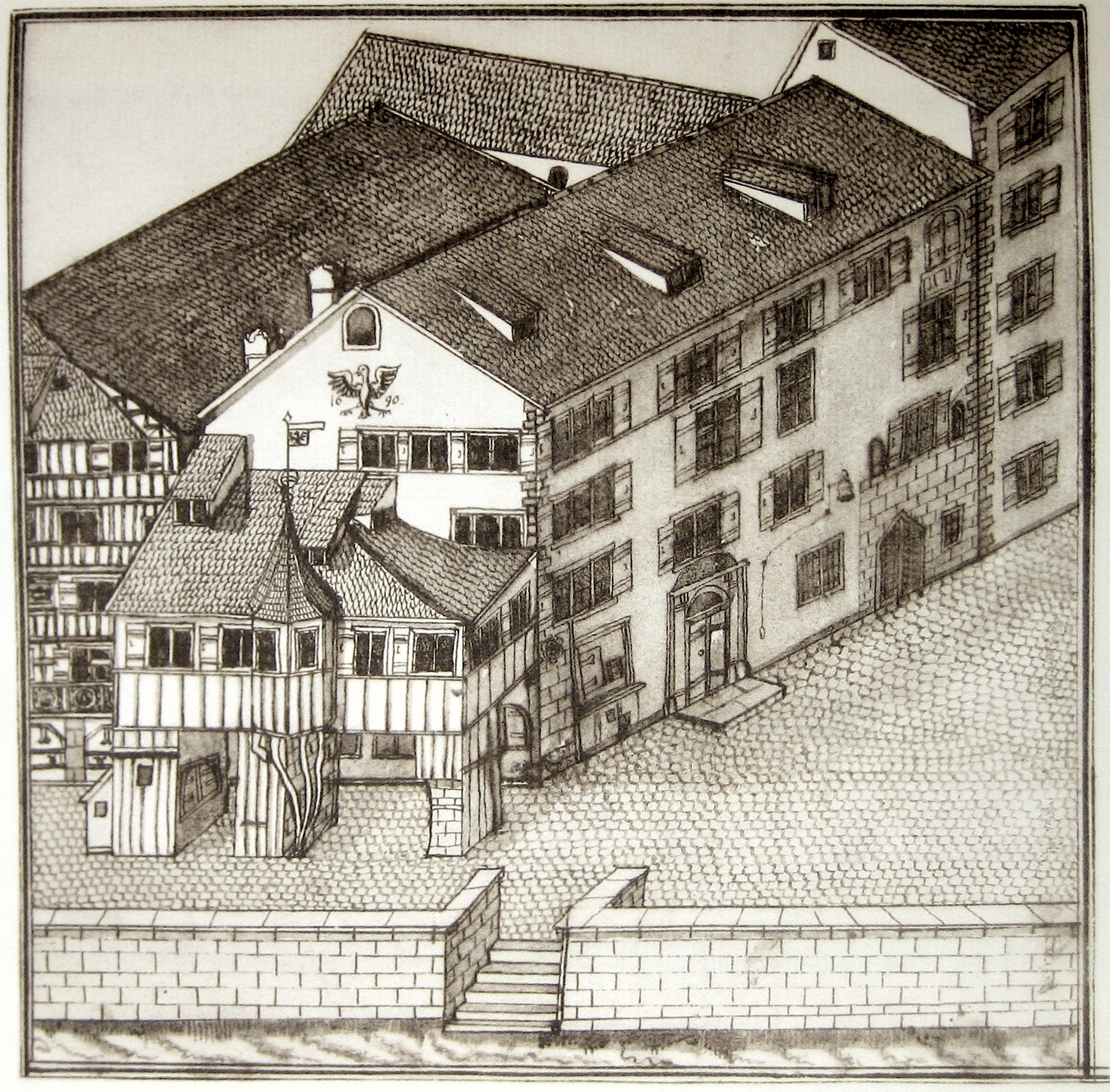
Zunfthaus zur Zimmerleuten um 1700, Zeichnung von Gerold Escher

Das Zunfthaus zur Zimmerleuten am Limmatquai 40 in Zürich ist eines der traditionellen Zunfthäuser von Zürich und gehörte zu den historisch wertvollsten Gebäuden in Zürich. In der Nacht zum 15. November 2007 wurde es durch einen Brand weitgehend zerstört, danach aber wieder originalgetreu erneuert.

## Geschichte
Bei archäologischen Grabungen nach dem Brand von 15. November 2007 wurden Spuren aus der Römerzeit gefunden. Es handelt sich um beachtliche Mengen an Steinen und Schwemmkies, die zur Stabilisierung des Untergrunds dienten. Im 10. oder 11. Jahrhundert wurde an dieser Stelle ein Holzhaus errichtet, welches auf Schwellen stand, welche in den Boden eingelassen wurden. Das Haus wurde Opfer eines Brandes. Übrig geblieben sind bloss die Bodenschwellen, verkohltes Holz und einige Keramikscherben und Röhrenkacheln, die darauf schliessen lassen, dass das frühere Gebäude einen Kachelofen besass und dass mit Keramikgeschirr gekocht wurde.
Der Kern des Nachfolgegebäudes stammte aus dem 12. Jahrhundert: Durch Dendrochronologie wurde festgestellt, dass einige Balken von Bäumen stammen, die im Winter 1156/57 geschlagen wurden. Sie waren Bestandteil eines dreistöckigen Wohnturmes, welches nach dem Brand des Vorgängerbaus errichtet wurde.
Der erste urkundlich nachgewiesene Eigentümer des damals als «Ze der Becki» und «In der Beck» bezeichneten Hauses war der spätere Zürcher Bürgermeister Rudolf Schön. Ab 1456 gehörte das Haus, nun unter dem Namen «Zum Roten Adler» der 1336 gegründeten Zunft der Zimmerleute, Maurer und Binder, heute die Zunft zur Zimmerleuten. Es behielt seinen Namen bis ins 19. Jahrhundert, als sich die heutige Bezeichnung «Zunfthaus zur Zimmerleuten» durchsetzte. Der Rote Adler ist das Wappentier der Zunft zur Zimmerleuten, die älteste Darstellung stammt aus dem 16. Jahrhundert. Es steht nicht fest, ob der Name von der Zunft auf das Haus oder vom Haus auf die Zunft überging.
Auf dem Murerplan von 1576 ist das Haus direkt an der Limmat zu sehen, mit einem Vorbau aus Holz, in dem sich der grosse Zunftsaal befand. Unter dem Vorbau führte die Reichsstrasse der Limmat entlang. Im 18. Jahrhundert wurde der hölzerne Vorbau durch einen Steinbau ersetzt. Der darin enthaltene Zunftsaal, neu im zweiten Stock, war nach dem Urteil der Denkmalpflege bis zum Brand 2007 eines der wertvollsten barocken Kunstdenkmäler von Zürich.
Im 20. Jahrhundert wurde das Haus zweimal renoviert, zuletzt 1987. Parterre und erster Stock wurde durch einen Restaurantbetrieb genutzt. Der Zunftsaal im zweiten Stock war neben seiner Funktion als Zunftsaal auch der traditionelle Treffpunkt der Freisinnig-Demokratischen Partei von Zürich für Fraktionssitzungen und Parteiversammlungen.
Im Rahmen des Wiederaufbaus kamen hinter einem alten Täfer Wandmalereien aus dem Anfang des 15. Jahrhunderts zum Vorschein.

## Brand

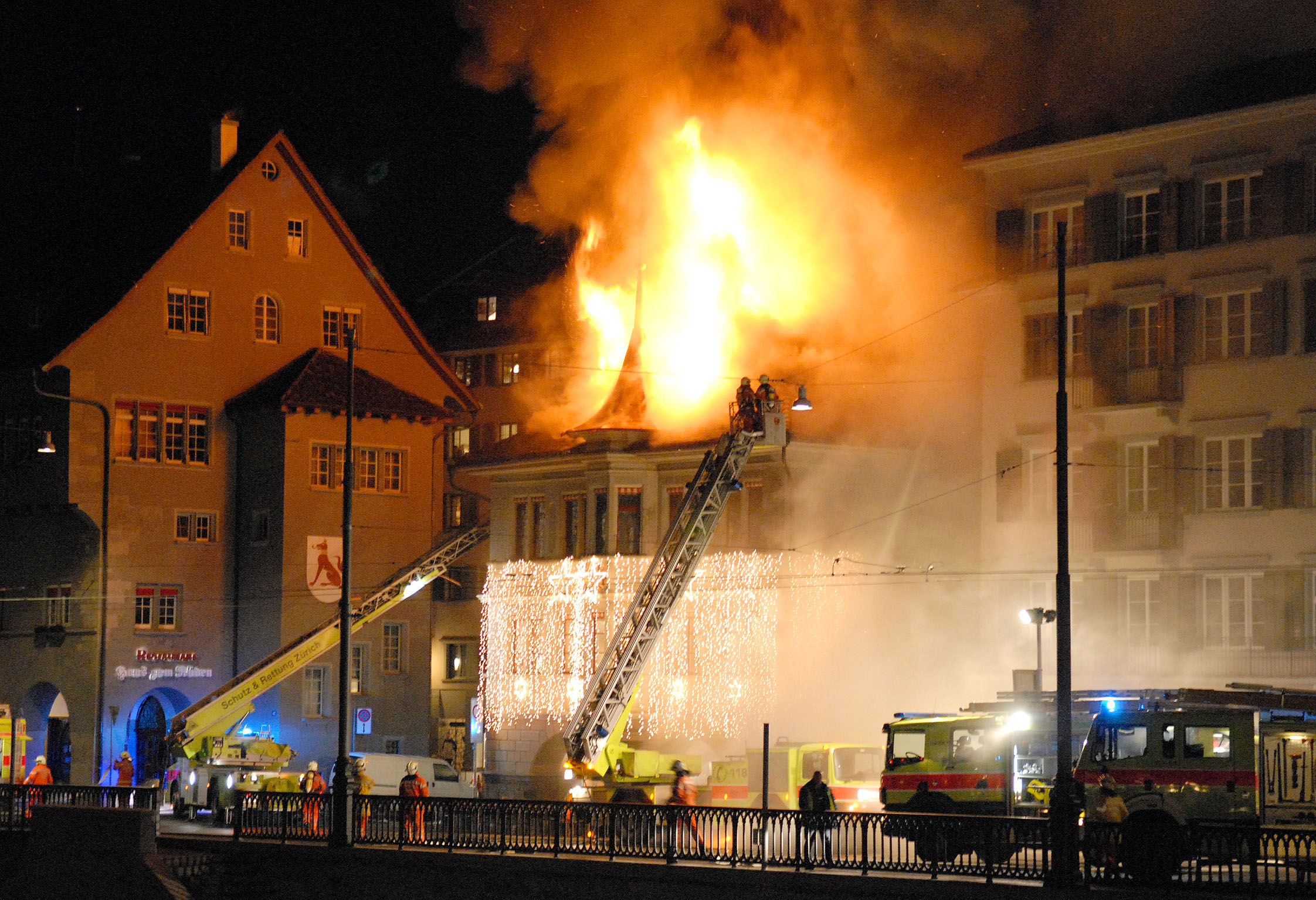
Brand vom 15. November 2007

In der Nacht zum 15. November 2007 wurden der Dachstock und der zweite Stock durch einen Brand zerstört. Der Brand war am 14. November um 23.30 Uhr ausgebrochen. Bei der Brandbekämpfung kam ein Unteroffizier der Berufsfeuerwehr Zürich ums Leben, sieben weitere Feuerwehrleute wurden verletzt. Ebenso wurde das Archiv der Zunftgesellschaft Opfer des Brandes, etliche Kostüme, Fahnen und historische Dokumente verbrannten. Da kein Inventar existierte, ist unbekannt, welche Güter nun tatsächlich vernichtet wurden. Ein beträchtlicher Teil des Archivmaterials war allerdings bereits früher dem Staatsarchiv übergeben worden. Der Silber- und Goldschatz (Silberkannen und Goldadler) der Zunft, welcher sich auch im Gebäude befand, blieb intakt.
Der Brand wurde durch einen Glimmbrand infolge eines defekten Kabels ausgelöst, welches in einem 25 bis 30 Zentimeter dicken Hohlraum verlegt war. Der Grund des Defekts konnte nicht mehr eruiert werden. In der abgeschlossenen Strafuntersuchung wurde ein technischer Defekt als Brandursache genannt. Die Untersuchung ergab zudem, dass der Dachstuhl des Zunfthauses ein hängender Dachstuhl war, was den schnellen, kompletten Einsturz des Dachstuhls erklärt, welcher dem Feuerwehrmann das Leben kostete. Der Wiederaufbau sollte bis zum Sechseläuten 2010 abgeschlossen sein, verzögerte sich aber. Die Wiedereröffnung erfolgte am 4. Oktober 2010.

## Bilder

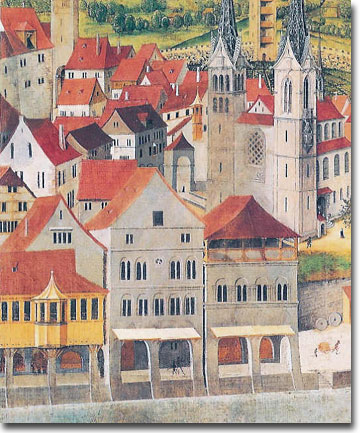
Zunfthaus (gelb) auf einem Altarbild von Hans Leu dem Älteren (kurz vor 1500)
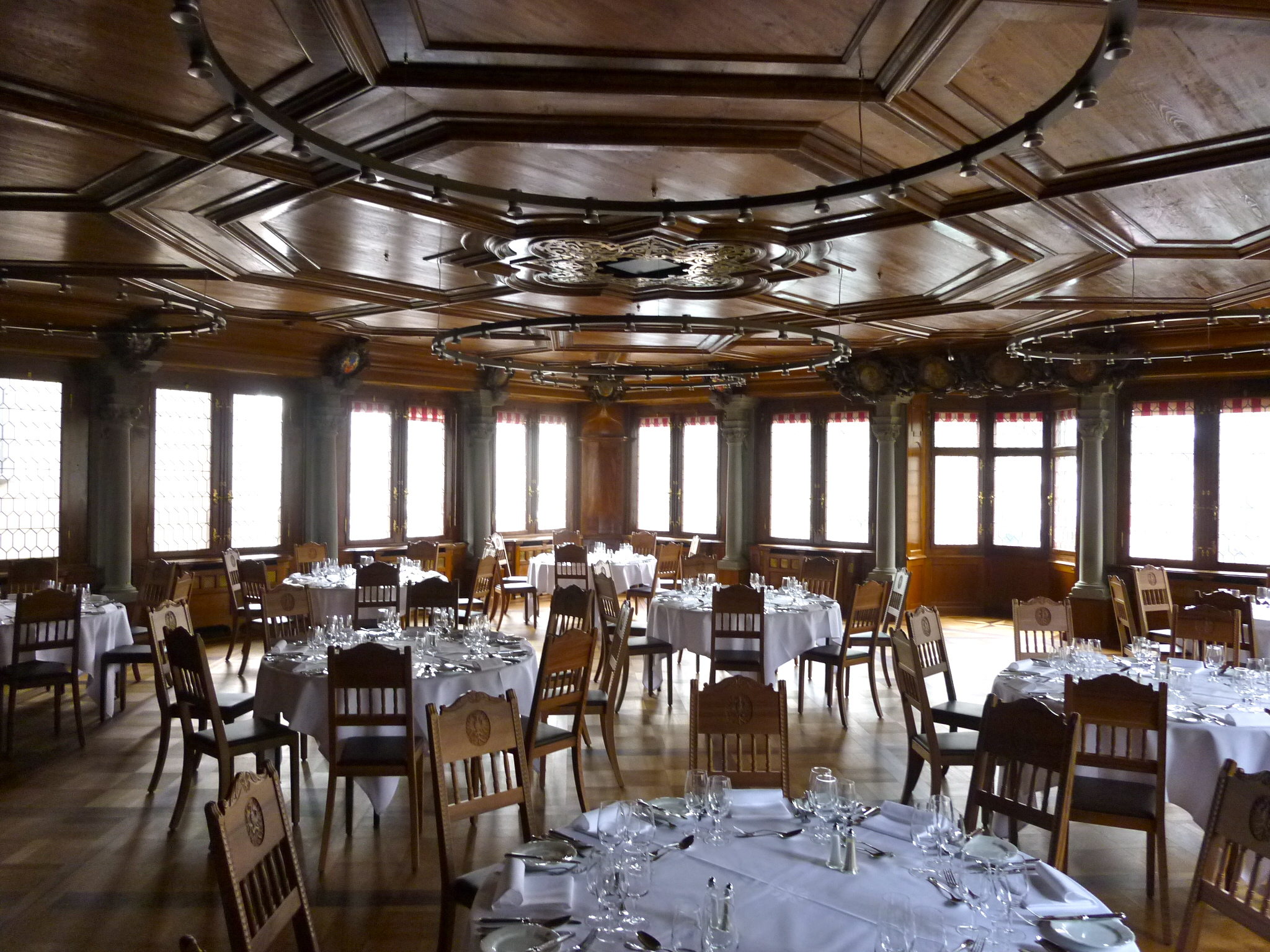
Grosser Saal im Februar 2011
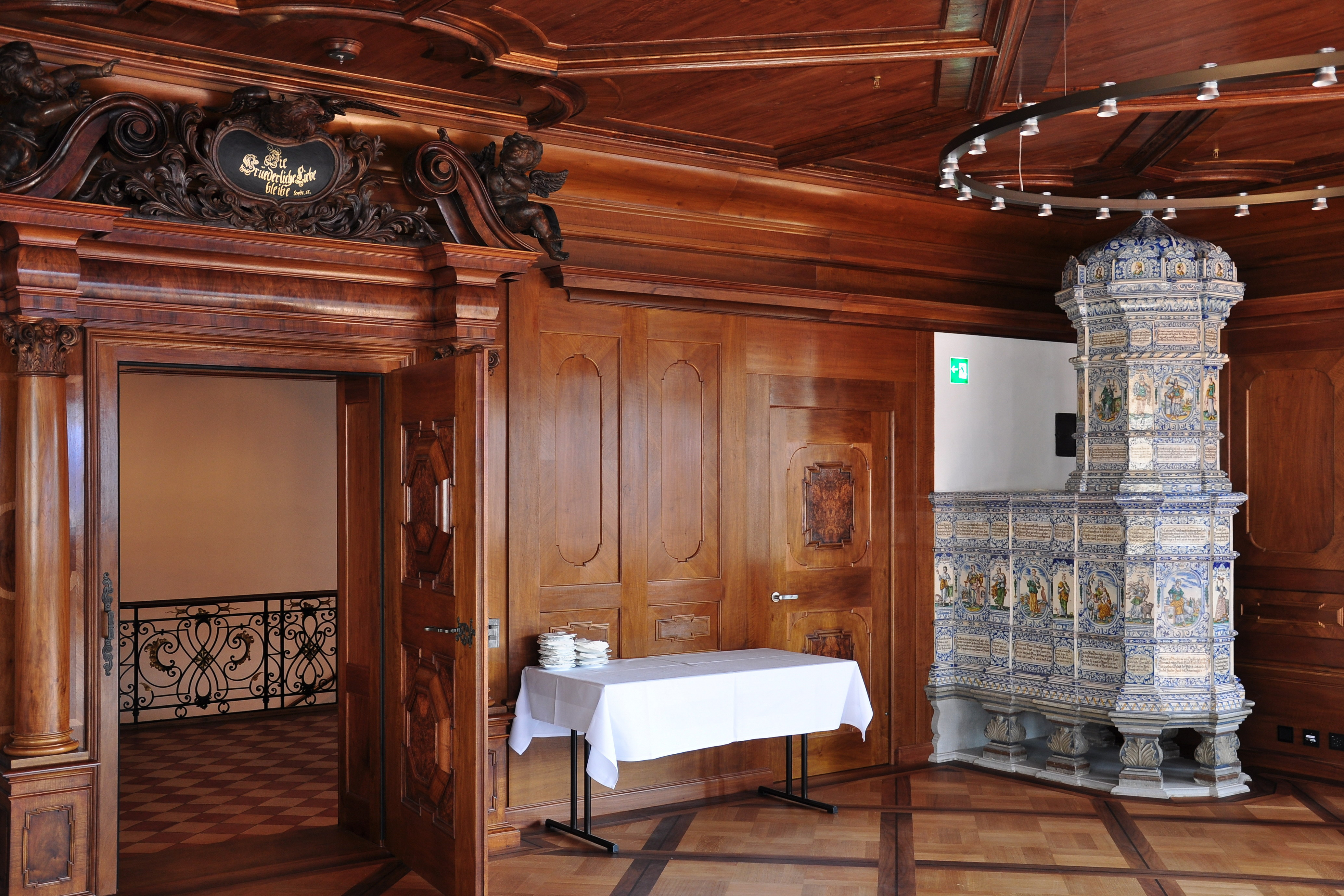
Innenansicht
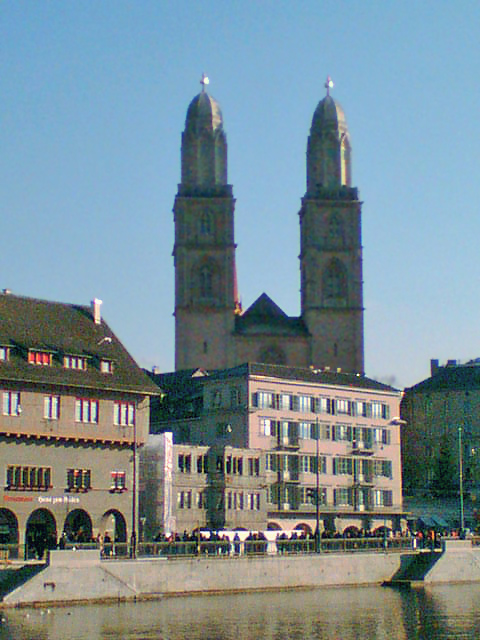
Nach dem Brand vom 15. November 2007
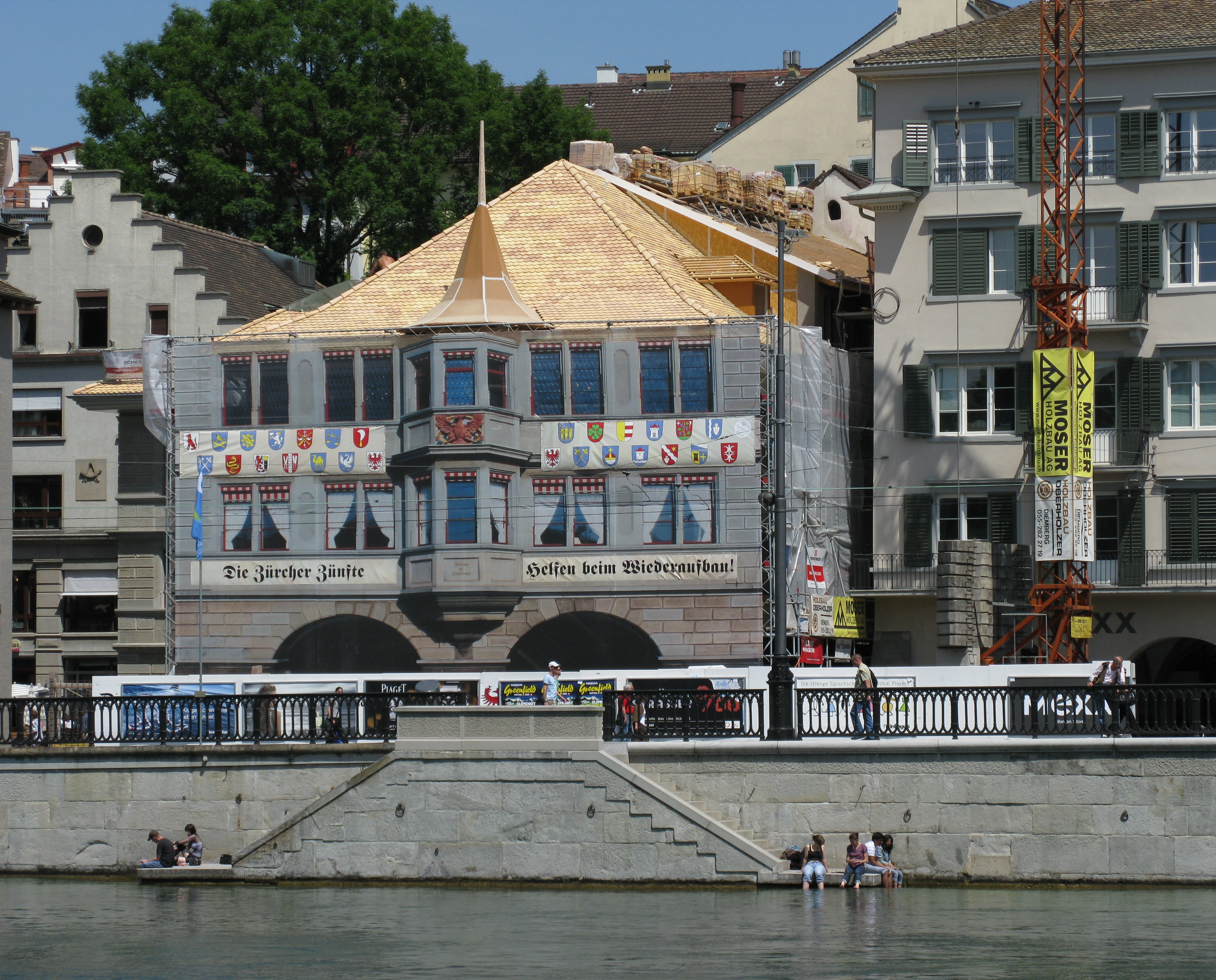
Wiederaufbau